# 马尔丹县

所在位置

马尔丹县是巴基斯坦开伯尔－普赫图赫瓦省中部的一个县。总面积1,632 平方公里，总人口1,460,100(1998)，人口密度为895人/km2 (2,318/sq mi)。

## 行政区划
马尔丹县辖有3个乡。